# 한대호
한대호(韓垈豪, 1971년 9월 21일 ~ )는 씨름 선수를 지낸 전력이 있는 대한민국의 대학 교수 겸 (전)씨름감독이며 사회복지사이다.
그의 본관은 청주(淸州)이며 그는 씨름 선수 시절 대한민국 씨름판의 강자로 명성을 떨치기도 하였고, 체육학 박사이며 전 씨름단 감독이다. 그는 씨름판에서 덕장 감독(德將 監督)이라는 닉네임으로 불리기도 하며 봉사활동을 많이 하고 어려운 사람들을 도와주기를 즐겨 하며 공정과 정의를 좋아하며 자신의 것을 다른 사람들에게 나누어 주면서 살아가는 사람이다. 어려운 선수들을 위해서 자신의 연봉보다 더 많은 돈을 써서 선수들 복지를 위해서 힘을 쓴 사람이다.

## 생애
1984년 사직초등학교를 졸업하고 1985년 부산진중학교 2학년 때부터 씨름 선수 생활을 시작하여 중,고등학교 시절 전국씨름대회에서 10여 차례 우승을 하였고, 1988년 동아고등학교 시절에는 전국 학생 선수 랭킹 1위의 최고 씨름 선수였다.
1990년 영남대학교 체육교육학과를 진학하여 1학년을 마치고 일양약품 프로 씨름단에 입단을 위하여 영남대학교를 중퇴하고 1991년 당시 최고 계약금과 연봉으로 일양약품 프로 씨름단과 계약을 하고, 입단을 하여 첫 번째 경기에서 단번에 다시 금강장사 결승전까지 오른다.
이후 수차례 다시 금강장사와 천하장사 결정전에 오르는 기염을 토하기도 한다.
1992년 경기 중, 무릎 십자인대 파열과 연골 파열이라는 씨름선수에게는 치명적 부상으로 2년간 수차례 입원과 수술을 반복한다.
1994년엄청난 노력과 끈기로 재활치료 후 선수로 복귀해서 1997년까지 선수생활을 하다가 1997년 일양약품 프로 씨름단 해체로 프로 씨름 선수 생활을 끝내고 은퇴하게 된다.
- 1985년부터 1991년까지 강호동과 경쟁을 하며 한국 씨름판에 명성을 떨쳤다.

- 1998년부터 김일, 천규덕, 김수홍, 이왕표,와 프로레슬링을 시작하였고 한국과 일본을 오가며 프로레슬링 선수생활을 시작하였다.
- 2004년 시립인천전문대학 체육과에서 전문학사를 취득하였다.

- 2006년 용인대학교 격기지도학과와 특수체육교육학과를 복수전공으로 졸업하였다.

- 2008년 용인대학교 대학원에서 * 이종격투기 시청이 공격성 및 스포츠 가치관에 미치는 영향.이라는 논문으로 체육학 석사 학위를 취득하였다.

- 2013년 인천대학교 대학원에서 * 씨름 선수의 체중 감량이 스트레스 호르몬과 면역글로불린 및 스트레스에 미치는 영향.이라는 논문으로 체육학 박사 학위를 취득하였다.

- 2013년 인천광역시 씨름협회 부회장에 취임을 하였다.

- 2014년 인천대학교 운동건강학부에서 외래교수 대학교 강의를 시작하였다.

- 2015년 대한씨름협회 심판위원회 부위원장으로 임명되었다.

- 2015년 한국국가안보 국민안전학회 이사로 임명되었다.

- 2015년 용인대학교 무도학과 교수로 위촉 되어 학생들을 가르치고 있다.

## 학력
- 1984년 부산 사직초등학교 졸업
- 1987년 부산 진중학교 졸업
- 1990년 부산 동아고등학교 졸업
- 2004년 인천전문대학 체육학 학사
- 2006년 용인대학교 특수체육교육학, 격기지도학과 체육학 학사
- 2008년 용인대학교 대학원 체육학 석사
- 2013년 인천대학교 대학원 체육학 박사

## 경력사항
- 2018년 대한장애인씨름연맹 대표
- 2017년 인천광역시 배구협회 운영위원
- 2017년 인천광역시 씨름협회 사무국장
- 2016년 대한특공무술연맹 명예총재
- 2016년 인천광역시 연수구청 씨름단 감독
- 2016년 시큐리티 연구원 이사
- 2015년 월요시사 홍보대사
- 2015년 용인대학교 무도학과 겸임교수
- 2015년 한국국가안보 국민안전학회 이사
- 2015년 대한씨름협회 심판위원회 부위원장
- 2015년 인천광역시 용인대학교 총동문회 부회장
- 2015년 국민대학교 생활체육학부 외래교수
- 2014년 인천대학교 운동건강학부 외래교수
- 2014년 대한프로레슬링협회 수석부회장
- 2014년 제23대 용인대학교 총동문회 운영이사
- 2013년 인천광역시 씨름협회 부회장
- 2012년 한국청소년 문화재단 홍보대사

## 상훈
- 2018년 대한씨름협회 최우수 감독상
- 2015년 국민생활체육 서울특별시 씨름연합회 공로상
- 2014년 대한프로레슬링협회 최우수 지도자상
- 2013년 인천광역시 씨름협회 공로상
- 2013년 대한프로레슬링협회 우수 지도자상
- 2008년 대한프로레슬링협회 최우수 선수상
- 2007년 대한프로레슬링협회 우수 선수상
- 2000년 대한프로레슬링협회 신인 선수상
- 다시 1997년 충주장사씨름대회 금강장사 4품
- 다시 1992년 제64회 전국장사씨름대회 금강장사 1품
- 다시 1991년 제54회 전국장사씨름대회 금강장사 1품
- 1989년 제11회 부산광역시 협회장기 장사씨름대회 1위
- 1988년 제25회 대통령기 전국 장사씨름대회 1위
- 1988년 제42회 전국 씨름선수권대회 1위
- 1988년 제07회 서울시장기 전국 장사씨름대회 1위
- 1988년 제05회 부산광역시 씨름선수권대회 1위
- 1988년 제10회 부산광역시 협회장기 장사씨름대회 장사급 2위
- 1988년 제08회 부산광역시 교육감기 장사씨름대회 장사급 1위
- 1988년 제69회 전국체육대회 3위
- 1988년 제02회 전국시도대항 장사씨름대회 장사급 3위
- 1987년 제04회 부산광역시 씨름선수권대회 장사급 2위
- 1987년 제06회 서울시장기 전국장사씨름대회 장사급 3위
- 1987년 대한씨름협회 우수 선수상
- 1986년 제06회 회장기쟁탈 전국 장사씨름대회 장사급 1위
- 1986년 제23회 대통령기 전국 장사씨름대회 장사급 1위
- 1986년 제03회 부산광역시 장사씨름대회 장사급 1위
- 1986년 제08회 부산광역시 협회장기 장사씨름대회 1위
- 1986년 제06회 교육감기쟁탈 장사씨름대회 1위
- 1986년 제40회 전국 씨름선수권대회 장사급 3위
- 1985년 제05회 교육감기쟁탈 장사씨름대회 무제한급 1위
- 1985년 제02회 부산광역시 씨름선수권대회 무제한급 1위
- 1985년 제07회 부산광역시 협회장기 장사씨름대회 무제한급 1위

## 연구 논문
- 2015년. 종합격투기 체육관 서비스스케이프가 수련생 감정반응,수련생 만족 및 행동의도에 미치는영향. 대한무도학회
- 2015년. 종합격투기 재미요인이 운동몰입과 운동지속의도에 미치는 영향. 한국사회체육학회
- 2015년. 여가 스포츠 참여대학생들의 각성추구성향이 몰입경험 및 운동지속의도에 미치는 영향. 한국체육과학회
- 2015년. 민속씨름선수들의 성취목표성향과 자기관리 및 선수만족의 관계. 한국체육과학회
- 2015년. 여가스포츠 참여대학생의 자기결정성과 여가만족, 여가지속간의 구조적 관계. 한국체육과학회
- 2015년. 종합격투기 수련생들의 열정이 수련만족 및 대회참가의도에 미치는 영향.  한국체육과학회
- 2015년. 대학생들의 여가스포츠 열정이 운동정서와 인지된 행복감에 미치는 영향.  한국체육과학회
- 2014년. 청소년들의 프로레슬링에 대한 시청동기가 시청만족과 시청 후 행동에 미치는 영향.  한국체육과학회
- 2014년. 대학생들의 인터넷 스포츠정보 탐색동기가 만족과 재탐색 의도에 미치는 영향.  한국스포츠학회
- 2014년. 청소년들의 유럽축구 시청몰입이 스타동일시 및 자긍심에 미치는 영향.  한국스포츠학회
- 2014년. 여가활동 참여 대학생들의 여가유능감이 여가만족과 여가지속의도에 미치는 영향.  한국체육과학회
- 2013년. 씨름 선수의 체중 감량이 스트레스호르몬 면역글로불린 및 훈련스트레스에 미치는 영향.  한국여성체육학회
- 2013년. 씨름 선수의 체중 감량이 스트레스 호르몬과 면역글로불린 및 스트레스에 미치는 영향.  인천대학교 대학원 박사논문
- 2011년. 승마 운동 참여에 따른 유소년 아동의 신체조성 및 체력 요인에 미치는 영향.  한국발육발달학회
- 2011년. 아마추어와 프로선수의 이종격투기 경기가 스트레스 호르몬과 근손상 및 염증지표에 미치는 영향.  한국스포츠학회
- 2010년. 씨름 선수들의 팀 집단과 체급 및 유능성 지각수준에 따른 스포츠 심리기술 분석.  한국체육과학회
- 2008년. 이종격투기 시청이 공격성 및 스포츠 가치관에 미치는 영향.  용인대학교 대학원 석사논문